# Colpocephalum tausi
Colpocephalum tausi är en insektsart som först beskrevs av Ansari 1951.  Colpocephalum tausi ingår i släktet Colpocephalum och familjen spolätare. Inga underarter finns listade i Catalogue of Life.